# I Will Follow
I Will Follow är öppningsspåret på U2:s debutalbum Boy. Låten anses av vissa som en religiös sång, men handlar snarare om Bonos kärlek till sin mor som avled på sin fars begravning. Bono var vid det tillfället 14 år. I Will Follow släpptes som singel i oktober 1980, och har spelats på samtliga av bandets turnéer (totalt över 740 gånger).